# Cacício Abu Maruane Arzerúnio
Cacício Abu Maruane Arzerúnio (armênio: Գագիկ Աբու-Մրվան Արծրունի; romaniz.: Gagik Abu-Mrvan Artsruni; m. 898) foi um príncipe armênio do século IX da família Arzerúnio que atuou como regente de Vaspuracânia pelos três filhos infantes de Gregório Derenício (r. 874–886/7) de 887 até 896 e então como príncipe do país de 896/897 até 898.

## Nome
Cacício (Cacicius; Κακίκιος, Kakíkios) é a forma latina e grega do armênio Gaguique (Գագիկ, Gagik), cuja origem é desconhecida. Foi registrado em árabe como Jajique (em árabe: جاجيك; romaniz.: Jajiq).

## Vida

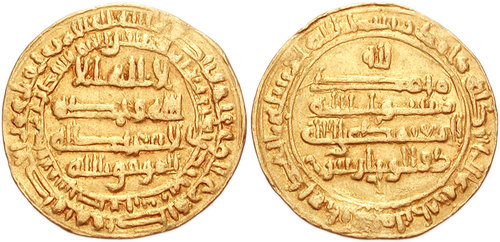
Dinar de ouro de Almutâmide r. com os nomes de Almuafaque r. e o vizir Saíde (duluizarataim)

Cacício era filho de Vaanes Arzerúnio com sua esposa de nome desconhecido, filha do rei armênio Asócio I, o Grande (r. 856–890) da família Bagratúnio. As famílias Bagratúnio e Arzerúnio eram as duas casas principescas mais proeminentes da Armênia pelo período, sendo portanto rivais, e Cacício Abu Maruane, cadete da segunda, fortalece os laços com a primeira ao se casar com uma jovem Bagratúnio. Em 870, Asócio I Arzerúnio, príncipe de Vaspuracânia, atacou os otomânidas, um bando árabe que ocupou a fortaleza de Amiuque, situada na costa do lago de Vã, e capturou as fortalezas deles de Varague e Cochepanique. Ameaçados, os otomânidas apelaram ao emir armênio Issa ibne Axeique Axaibani que enviou um exército. Apesar de uma inferioridade numérica esmagadora (2 mil cavaleiros armênios contra 15 mil cavaleiros árabes), Asócio se preparou para o combate quando Cacício Abu Maruane negociou com êxito um armistício. Asócio Arzerúnio morreu um pouco depois, em 27 de maio de 874, e seu filho Gregório Derenício (r. 874–886/7) sucedeu-o.
Em 878, para agradar seu cunhado Davi Bagratúnio, Derenício capturou o irmão do último, Asócio II, para fazer Davi o novo príncipe de Taraunitis e confiou a guarda de Asócio a seu sobrinho chamado Haçane, filho de Vasaces, o Renegado com uma irmã de Gregório Derenício. Posteriormente, contudo, Haçane e Asócio chegaram a um acordo e capturaram Gregório Derenício, o que justificou uma intervenção do rei da Armênia, que sitiou Manzicerta e obrigou Haçane a libertar Gregório Derenício. Gregório, por sua vez, vingou-se ao capturar Haçane e confiscar sua fortaleza em Sevã em 884. Gregório, entretanto, prometeu a libertação e devolução de Sevã para Haçane se o último lhe entregasse Cacício Abu Maruane, de quem possuía queixas decorrentes de sua conduta. Haçane tornou-se amigo de Cacício e, em seguida, aproveitou para capturá-lo e enviá-lo preso à seu tio.
Gregório Derenício morreu aos quarenta anos em 887 numa emboscada durante uma expedição contra o emir de Coi, deixando três filhos infantes. A princesa viúva, Sofia Bagratúnio, decidiu libertar Cacício, que era seu sobrinho. Asócio I, rei da Armênia e suserano de Vaspuracânia, se encarregou de assegurar a sucessão e nomeou Cacício como tutor dos três infantes e regente de Vaspuracânia: além de ser um guerreiro hábil apto para governar e defender o principado, o novo regente era também seu neto. Cacício, contudo, estava muito envolvido nas recentes guerras civis em Vaspuracânia e não importou-se em agregar a nobreza local, mesmo que tenha se esforça para esquecer suas ações passadas e reunir simpatizantes.

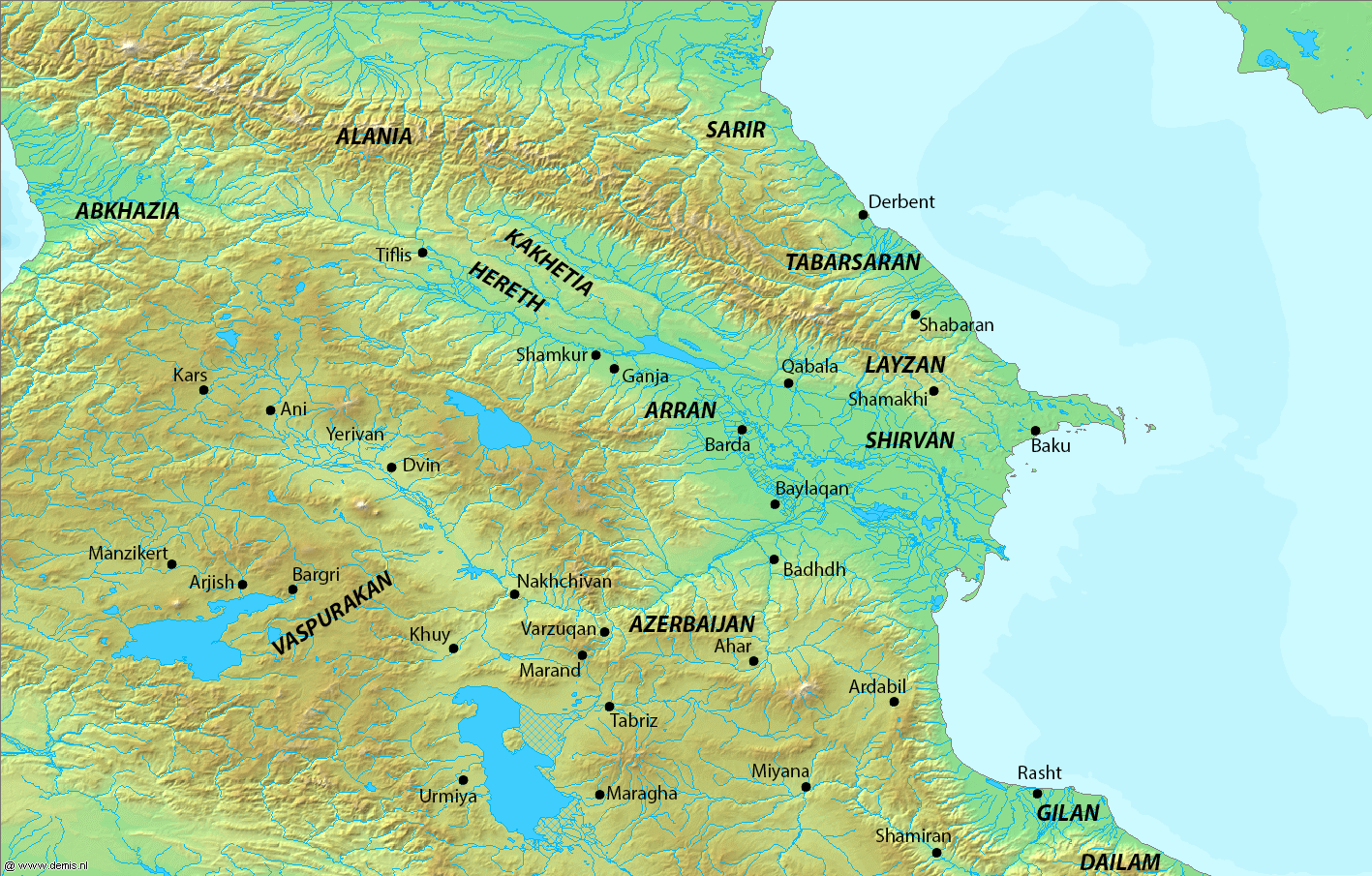
Mapa do Azerbaijão e Cáucaso

Oriente Médio e Cáucaso entre 884-962

Com a distribuição de honras e presentes para alguns nobres, Cacício assumiu o controle das principais fortalezas do principado; seu objetivo era aproveitar-se da situação para anexar os príncipes mais velhos, o que teria feito ao casar sua filha Seda. O emir sájida do Azerbaijão e representante do califa abássida Almutâmide (r. 870–892) no país, Maomé Alafexim (r. 889/890–901), beneficiou-se destas dissensões para atrair o príncipe infante Asócio Sérgio (r. 887–903) em 895. O novo rei armênio, Simbácio I (r. 890–914), informado do ocorrido e descontente que com estas manobras destinadas a cooptar um de seus vassalos, aproximou-se de Asócio Sérgio, mas ele ignorou-o e aproximou-se de Alafexim. Simbácio então decidiu submeter seu vassalo indolente, mas não diretamente, preferindo incitar os cadetes dos Arzerúnio a combaterem Asócio Sérgio: Gurgenes I e Cacício. Na véspera da batalha entre os dois campos, Cacício se reconciliou com Asócio Sérgio e Gurgenes bateu em retirada.
Gurgenes I morreu logo depois e Cacício prendeu os príncipes: Asócio Sérgio em Necã, Cacício I em Sevã e Gurgenes II em Cotor. Apesar da desaprovação de grande parte da nobreza de Vaspuracânia, que preferia servir Adam (Antzévatsik), filho de Gurgenes I, Cacício contou com apoio de seu tio Simbácio I, que recusou-se a permitir que os jovens príncipes assumissem o poder após aliarem-se com os muçulmanos. Simbácio I enviou seu irmão e condestável Sapor, e também padrasto de Cacício, que depôs os príncipes e nomeou o último como príncipe de Vaspuracânia em 896/897. Nesse interior, o emir Amade ibne Issa Axaibani tentou conquistar a Armênia e ocupou Taraunitis, obrigando Simbácio a reunir um exército (relatadamente 60 mil ou mesmo 100 mil homens segundo as fontes medievais) para recuperar a região. Cacício, que havia fingido juntar-se ao exército real, traiu o lado armênio, que teve de recuar em batalha, deixando muitos mortos. Cacício teria alegadamente ficado feliz em enfraquecer seu suserano e reuniu alguns dos senhores leais a ele, autorizando a libertação de Cacício II. O último, entretanto, fez alianças com senhores lealistas das família Amatúnio e Vanúnio e organizou com eles uma emboscada a Cacício realizada durante um desfile dele em Vã em 898. Eles derrubaram-o de seu cavalo e cortaram sua cabeça. Cacício foi sucedido como príncipe por Asócio Sérgio.